# فرودگاه چارتر تاور
فرودگاه چارتر تاور (به انگلیسی: Charters Towers Airport) یک فرودگاه با کد یاتا CXT است . این فرودگاه در کشور کانادا قرار دارد .